# 短吻鱷亞科
短吻鱷亞科（學名：Alligatorinae）為鱷目短吻鱷科下的其中一個亞科，另一則是凱門鱷亞科。短吻鱷亞科下有11屬，但現存僅有一屬。

## 分類學
- 短吻鱷亞科 Alligatorinae
  - 短吻鱷屬 Alligator
  - †異頜鱷屬 Allognathosuchus
  - †Arambourgia（英语：Arambourgia）
  - †角鱷屬 Ceratosuchus
  - †Chrysochampsa（英语：Chrysochampsa）
  - †Hassiacosuchus（英语：Hassiacosuchus）
  - †Krabisuchus（英语：Krabisuchus）
  - †納瓦霍鱷屬（英语：Navajosuchus） Navajosuchus
  - †前凱門鱷屬（英语：Procaimanoidea） Procaimanoidea
  - †原短吻鱷屬（英语：Protoalligator） Protoalligator
  - †Wannaganosuchus（英语：Wannaganosuchus）